# باتلينج فينسكي
باتلينج فينسكي (بالإنجليزية: Battling Levinsky)‏ مواليد 10 يونيو 1891 في فيلادلفيا - الوفاة 12 فبراير 1949، كان ملاكم أمريكي سابق صنّف ضمن فئة الوزن الثقيل.

## إحصائيات
خاض خلال مسيرته 287 نزالا، فاز في 196 وتعادل في 37 وخسر في 54. فاز بالضربة القاضية في 30 نزالا.

## روابط خارجية
- باتلينج فينسكي على موقع بوكس ريك (الإنجليزية) (registration required)